# Vicariato de Pereaslávia-Khmelnitski
O Vicariato de Pereaslávia-Khmelnitski (em ucraniano:  Переяслав-Хмельницьке вікаріатство, em russo:  Переяслав-Хмельницкое викариатство) é um vicariato da eparquia de Kiev da Igreja Ortodoxa Ucraniana.
Os raions de Pereiaslav-Khmelnitski, Borispil, Obukhovski e Vasilkivski do oblast de Kiev foram confiados aos cuidados do vicariato.

## História
A primeira data estimada para o estabelecimento da sé ortodoxa em Pereaslávia (então Pereaslávia-Rus') é o final do século X. Desde a década de 990, Pereaslávia tem sido a sé dos metropolitas rus', de acordo com o Crônica de Nicônio, "mais e mais metropolitas de Kiev e de Toda a Rússia viviam lá, e bispos foram instalados lá". Somente após a conclusão da Catedral de Santa Sofia, fundada em 1037, a cátedra foi transferido para a capital titular, Kiev.
A fundação da eparquia de Pereaslávia é geralmente datada de 1054. Segundo outras fontes, 1072, há menções abaixo de 1036. Uma das características distintivas do sistema político da Rus' após a morte do príncipe de Kiev, Jaroslau I, o Sábio (r. 1019–1054) foi uma espécie de co-governo (ao qual o nome não totalmente bem-sucedido de “triunvirato” foi atribuído na historiografia) de seus filhos, Iziaslau de Kiev, Esvetoslau de Chernigov e Usevolodo de Pereiaslavl. Durante este período, há notícias fragmentárias da existência na Rus', juntamente com a metrópole de Kiev, estabelecida logo após o batismo no final do século X, de mais duas, em Chernigov e Pereiaslavl. A sucessão dos metropolitas de Pereiaslavl foi aberta pelo grego Leôncio, autor de um tratado antilatino sobre pães ázimos; ele provavelmente morreu no inverno de 1071-1072 ou na primavera de 1072, já que em maio de 1072 a cátedra de Pereiaslavl já era chefiado por Pedro. O sacerdócio de Pedro e de seu sucessor Nicolau também foi breve, porque a instalação de Efraim deve ser datada o mais tardar em 1076. Pode-se presumir que a candidatura de Pedro ou Nicolau (ou talvez ambos) a metropolita não puderam ser aprovadas em Constantinopla, pois na lista de metrópoles dos anos 80 do século XI a metrópole de Pereiaslav não é designada ao lado de Chernigov, em 73º lugar, e significativamente abaixo, no 77º lugar, o que sugere sua retomada após um certo intervalo.
Em 1239, durante a invasão mongol-tártara da Rus', Pereiaslavl foi destruída e a eparquia foi dissolvida. Em 1261, seu território e em 1269 seu nome foram transferidos para os bispos do Sarai, sob o domínio do cã tártaro. A abolição final desta sé titular ocorreu em 1279 ou por volta de 1291.
Em 1695, o metropolita de Kiev, Barlaão Iasinski iniciou procedimentos para estabelecer uma sé episcopal em Pereiaslav, e em 1698 novamente “foi dada uma ordem para estabelecer um bispo em Pereiaslav...”. A eparquia foi revivida em 1700-1701 como vicariato da diocese de Kiev. A Catedral da Ascensão, construída em 1700, tornou-se a catedral.
Em 31 de agosto de 1733, a eparquia de Pereiaslav tornou-se independente.
No outono de 1738, um seminário foi estabelecido em Pereiaslav. Em 1756, as igrejas das protopopias de Krilov e Novomirgorod, localizadas no lado direito do Dniepre, foram transferidas de Kiev para Pereiaslav. Em 1777 e 1778, muitos mosteiros e igrejas da eparquia de Kiev foram transferidos para Pereiaslavl.
A partir de 27 de março de 1785, voltou a ser um vicariato da diocese de Kiev.
De acordo com o Decreto Supremo de 16 de outubro de 1799 sobre a harmonização das fronteiras eparquiais e provinciais, a sé de Pereiaslav ganha novamente a independência sob o nome de Malorrússia e Pereiaslav e ocupa o território do Gubernia da Malorrússia criado em 1796, que inclui todo o oblast de Poltava.
Devido a mudanças na estrutura provincial, em 17 de dezembro de 1803, por decreto do Santo Sínodo da Igreja Ortodoxa Russa, a eparquia da Malorrússia foi transformada em Poltava.
De 2 a 5 de setembro de 1922, em uma reunião de bispos ortodoxos, foi tomada uma decisão "em conexão com a propagação dos cismas dos autoconsagrados e renovacionistas, é necessário aumentar o número de vicariatos da eparquia de Poltava para combatê-los", entre os quais foi estabelecido Pereiaslavl, para o qual Pedro Kireev foi ordenado, no entanto, ele logo foi transferido para o vicariato de Starobelski.
A nomeação seguinte para a cátedra ocorreu apenas em 11 de novembro de 1954. Desde então, o vicariato de Pereiaslav-Khmelnytski não foi interrompido por muito tempo.
Por decisão do Santo Sínodo da Igreja Ortodoxa Ucraniana de 23 de dezembro de 2010, os raions de Pereiaslav-Khmelnitski, Borispil, Obukhov e Vasilkivski do oblast de Kiev foram confiados aos cuidados do vicariato. O vicariato de Pereiaslav-Khmelnitski era governado não pelo Arcebispo Alexandre Drabinko, que estava na cátedra de mesmo nome, mas pelo bispo Panteleimon Povorozniuk de Vasilkov.
Desde 14 de junho de 2011, o bispo foi intitulado Pereiaslav-Khmelnitski e Vishnevski.
Em 25 de setembro de 2013, por decisão do Santo Sínodo da Igreja Ortodoxa Ucraniana, a eparquia de Borispil foi separada da eparquia de Kiev, que incluía a cidade de Pereiaslav-Khmelnitski, mas o título foi mantido pelo vigário da metrópole de Kiev.

## Designações
- Pereaslávia (c. 1036);[1]
- Pereaslávia e Sarai (1269-1279/c. 1291);[1]
- Pereaslávia e Borispil 1698 - 31 de agosto de 1733) - Vicariato;
- Pereaslávia e Borispil (31 de agosto de 1733 - 27 de março de 1785);
- Pereaslávia e Borispil (27 de março de 1785 - 16 de outubro de 1799) - Vicariato;
- Malorússia e Pereaslávia (16 de outubro de 1799 - 4/17 de dezembro de 1803);
- Pereaslávia (setembro - final de 1922) - Vicariato;
- Pereaslávia-Khmelnitski (1943-2011) - Vicariato;
- Pereaslávia-Khmelnitski e Vishnevski (desde 2011) - Vicariato.

## Episcopado

### Bispos de Pereaslávia
- Nicolau (1054-1072);
- Pedro (1072-1082);
- Nicolau (?);
- Leão (c. 1069/1070 - antes de 1076);[8][9]
- Efraim de Pecherski (mencionado em 1089 - c. 1098);[10]
- Simeão (? -?);
- Lázaro (11 de novembro de 1104 – 16 de setembro de 1117);
- André (1117);
- Silvestre (1º de janeiro de 1118 – 12 de abril de 1123);
- Nicolau (1123-1123);
- João (1123-1125);
- Marcos (Macário) (4 de outubro de 1125 - 6 de janeiro de 1134);
- Marcelo (1134 - 9 de fevereiro de 1135);
- Macário (1135–1141);
- Eutímio (1141-1155);
- Basílio (1156-1168);
- Antônio (1168-1197);
- Paulo (1198–1231);[11]
- Simeão II (1239 (?) - 2 de agosto de 1239);[12]
- Teodoro (1239-1269);
- Teognosto (1269-1279);
- Silvestre (Javorski) (em 1596).